# Izki (Ukraine)
Pour les articles homonymes, voir Izki.

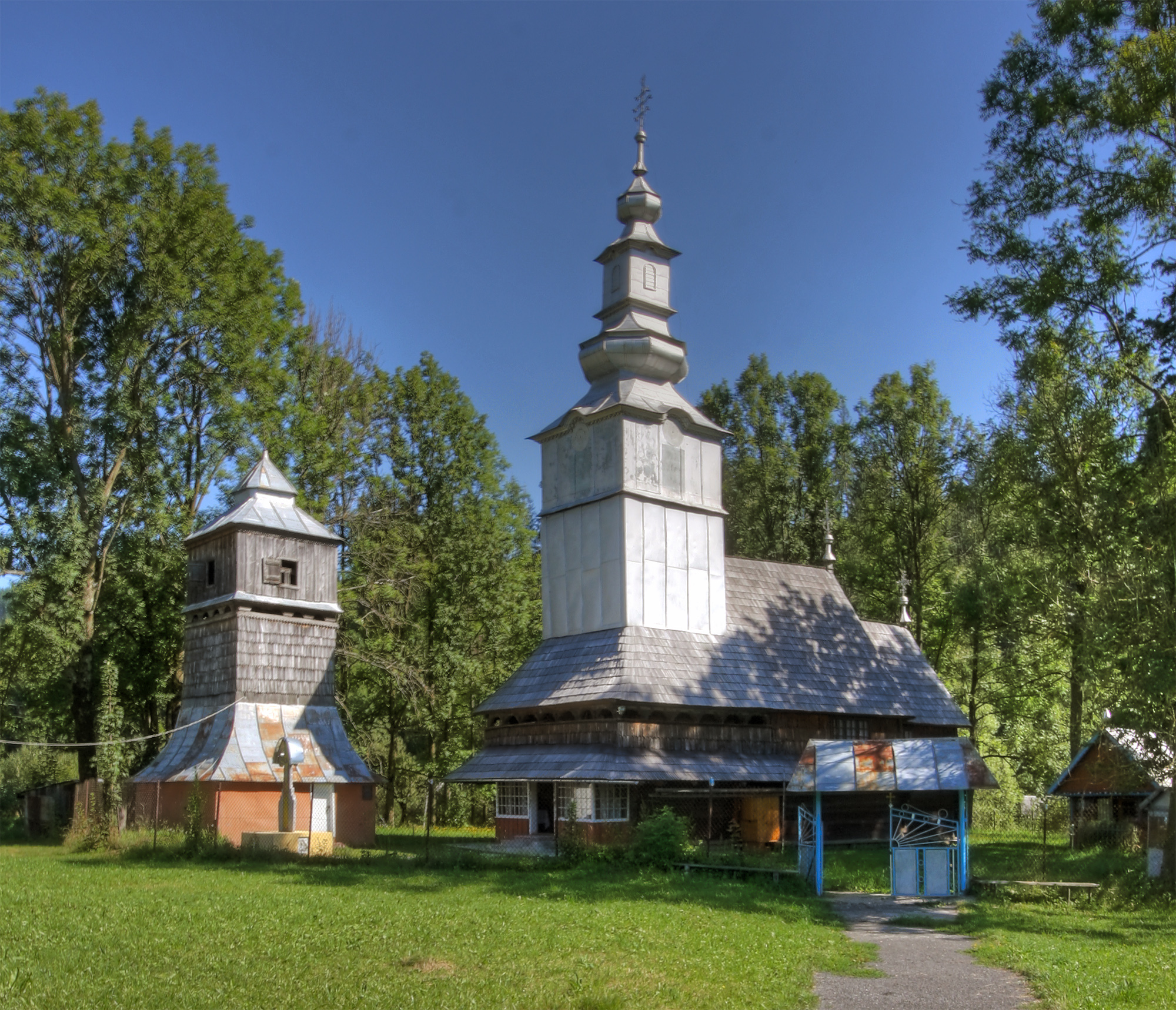
Église de Saint-Nicolas

Izki (en ukrainien: Ізки) est un village, ainsi qu'une très petite station de ski qui a été développée sur les pentes du mont Magura (Магура). Ils sont situés près de Volovets dans le raion de Mizhgirya, dans l'Oblast de Transcarpatie, dans le sud-ouest de l'Ukraine.
Le domaine skiable, qui est desservi par un télésiège 2 places long de 980 mètres ainsi que par un téléski de 950 mètres de long, est situé à proximité immédiate du domaine skiable voisin de Pylypets (Пилипець, sur les pentes du mont Guimba (Гимбa)).